# Мокки, Вальтер
Вальтер Мокки (итал. Walter Mocchi; 1870—1955) — итальянский импресарио, политический и общественный деятель.

## Биография
Родился в 1870 году в Турине.
Получил военное образование в Военной школе Турина. Оставил армию в 22 года в звании лейтенанта артиллерии. Уехал в Неаполь, чтобы учиться в местном университете.
Занимался политикой, был сторонником социалистической партии с 1892 года. В 1897 году вместе с итальянским революционером Амилкаре Чиприани отправился защищать Ираклион (Крит) от турок. В 1898 году вернулся в Неаполь. Переехал в Милан, продолжая свою политическую активность и работу в журналистике. Здесь познакомился с политиком Costantino Lazzari. В 1901 году возглавил местную организацию «Azione socialista». Вел подготовку ко встрече на итальянской земле известного итальянского политика Артуро Лабриолы, с которым сотрудничал в Милане и Ломбардии, начиная с 1902 года. В 1904—1905 годах участвовал вместе с ним в создании революционного синдикализма и газеты «Avanguardia Socialista». В 1906 году Вальтер Мокки прекращает активную политическую деятельность и посвящает себя другой профессии.
В 1898 году в Перудже Мокки женился на итальянской певице-сопрано Эмме Карелли, и с этого момента его увлекла деятельность театрального импресарио. В 1906 году он становится директором театра во Флоренции, а затем — в Милане. В 1907 году основывал предприятие Società Teatrale Italo-Argentina с целью организации турне итальянских оперных исполнителей в Южной Америке. В 1908 году он создал компанию Società Teatrale Internazionale и купил в Риме Театр Костанци (ныне Римский оперный театр).
В 1928 году после смерти Эммы в автокатастрофе, некоторое время был вдовцом. Затем женился на молодой бразильской оперной певице Биду Сайан. Пара переехала в Бразилию, но развелась в 1937 году.
C началом Второй мировой войны Мокки вернулся к политической деятельности. Сотрудничал в журнале С 1936 года сотрудничает в журнале «Правда» («итал. La Verità») Николы Бомбаччи. В 1943 году работал в Итальянской социальной республике и входил в её группу Raggruppamento Nazionale Repubblicano Socialista. Позже уехал в Бразилию.
Умер в 1955 году в Рио-де-Жанейро.